# Balatonhenye
Balatonhenye là một thị trấn thuộc hạt Veszprém, Hungary. Thị trấn này có diện tích 11,73 km², dân số năm 2010 là 113 người, mật độ 10 người/km².